# Francesco Guarini

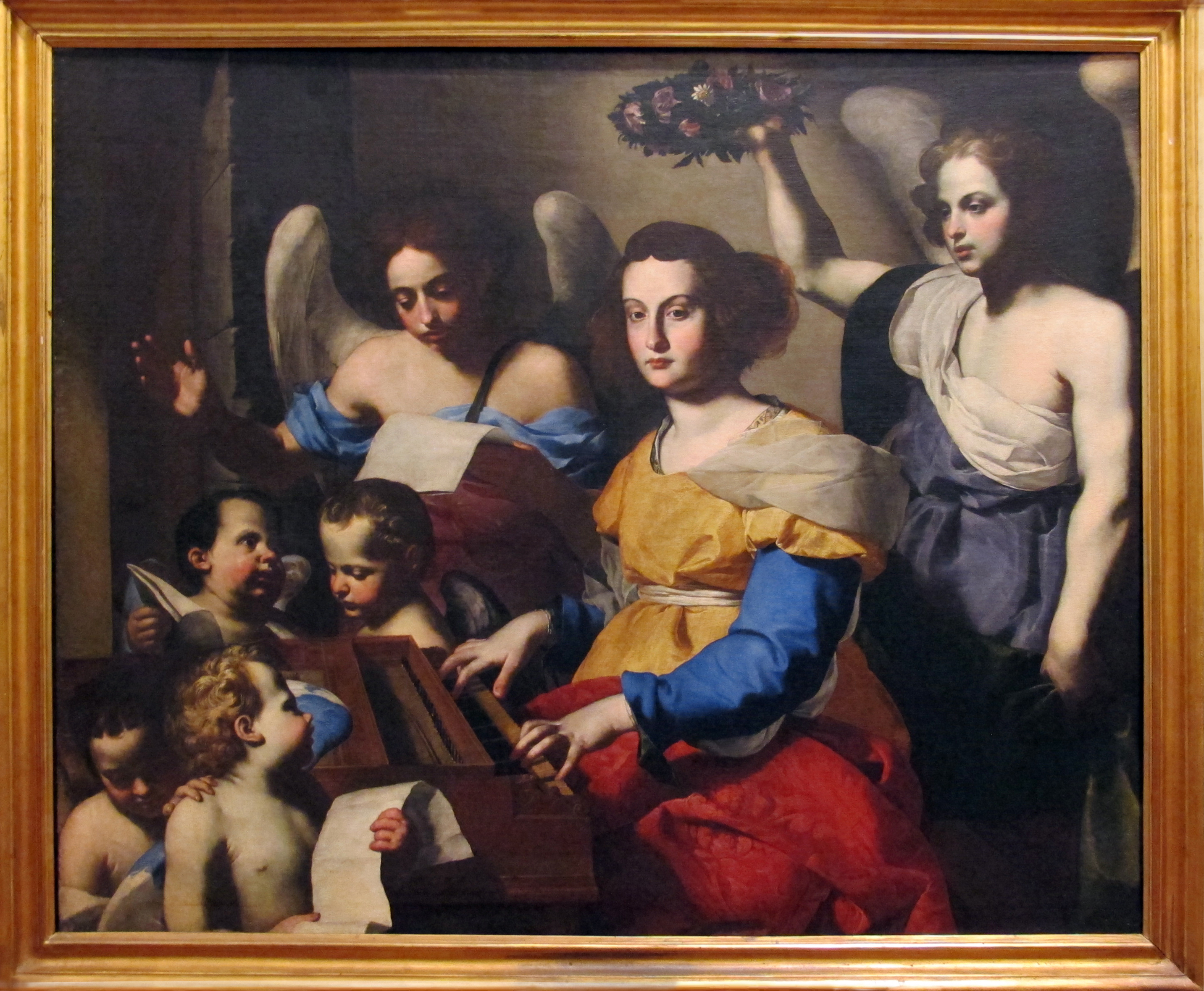
Francesco Guarini: Die hl. Caecilia am Cembalo von Engeln umgeben (allegorisches Porträt der Herzogin Giovanna Frangipane-Orsini), um 1650, Museo di Capodimonte, Neapel

Francesco Guarini (oder Guarino), genannt „Ciccio Guarino“ (eigentlich: Felice Francesco Antonio Guarini; * 19. Januar 1611 in Sant’Andrea di Solofra (bei Avellino); † 23. November 1651 in Gravina (Apulien)) war ein italienischer Maler des Frühbarock, der zur Schule von Neapel gezählt wird. Er wirkte vor allem in seiner Heimatstadt Solofra und anderen Orten Kampaniens sowie in Apulien.

## Leben
Die heute relativ weitverbreitete Form seines Nachnamens „Guarino“ ist laut Michele Grieco und anderen Autoren falsch, was unter anderem durch Guarinis eigene Unterschrift unter einem Brief an Don Ferdinando Orsini belegt wird.
Er stammte aus einer Künstlerfamilie und war das zweite von sechs Kindern des Malers Giovan Tommaso Guarini (1573–1637) und von dessen Frau Giulia Vigilante. Auch Francescos Großvater väterlicherseits, Felice Guarini, war Maler und behauptete in einem Dokument, dass er seinerseits von Generationen von Malern abstamme („descendens a pictoribus generansque pictores“); von Felice ist nur ein einziges Madonnenbild aus dem Jahr 1606 bekannt (in der Kirche San Giuliano, Solofra). Der Vater Giovan Tommaso leitete in Solofra eine erfolgreiche Werkstatt, die nicht nur auf Malereien für die lokalen Kirchen spezialisiert war, sondern auch hölzerne Intarsien herstellte. Francesco lernte sein Handwerk bei seinem Vater und soll nach der Überlieferung auch in Neapel bei Massimo Stanzione ausgebildet worden sein; dokumentiert ist das bisher jedoch nicht und eine längere Abwesenheit aus seinem Heimatort ist nicht bekannt. Eine gewisse stilistische Nähe zu Stanzione ist jedoch in Guarinos Werk deutlich zu erkennen und äußert sich in der Kombination von tenebristischen Merkmalen mit klassischer Eleganz und leuchtenden Farben.
1634 kaufte Francesco zusammen mit seinem Bruder Giovan Sabato ein Haus, und  in den folgenden beiden Jahren schufen die beiden gemeinsam im Namen ihres Vaters ein Altarbild für die Cappella di Santa Maria del Soccorso in Solofra (1636). Etwa zu dieser Zeit entstand auch eine Rosenkranzmadonna für die Gemeindekirche in Sant’Andrea di Solofra, die für einen Teil der Fachwelt als das erste gesicherte eigene Werk Francesco Guarinis gilt; andere halten es für eine Gemeinschaftsarbeit mit der Werkstatt von Giovan Tommaso.
Am 25. Februar 1636 übernahm Francesco offiziell die väterliche Werkstatt und erhielt kurz darauf von der städtischen Universität den Auftrag für 21 Bilder für die Kassettendecke im Querschiff der Gemeindekirche (Collegiata) von Solofra, mit Engelsdarstellungen nach dem Neuen Testament und der Apokalypse, darunter eine Verkündigung, die erst 1642 fertig war. Die gesamte Decke wurde 1980 durch das schwere Erdbeben von Irpinia stark in Mitleidenschaft gezogen, Stücke der Farbschicht waren dabei herausgebrochen; mittlerweile (2021) wurden Guarinis Bilder restauriert.
Der Mitte der 1630er Jahre entstammen außerdem mehrere Halbfigurenporträts weiblicher Heiliger und eine Judith im Museo diocesano in Salerno.

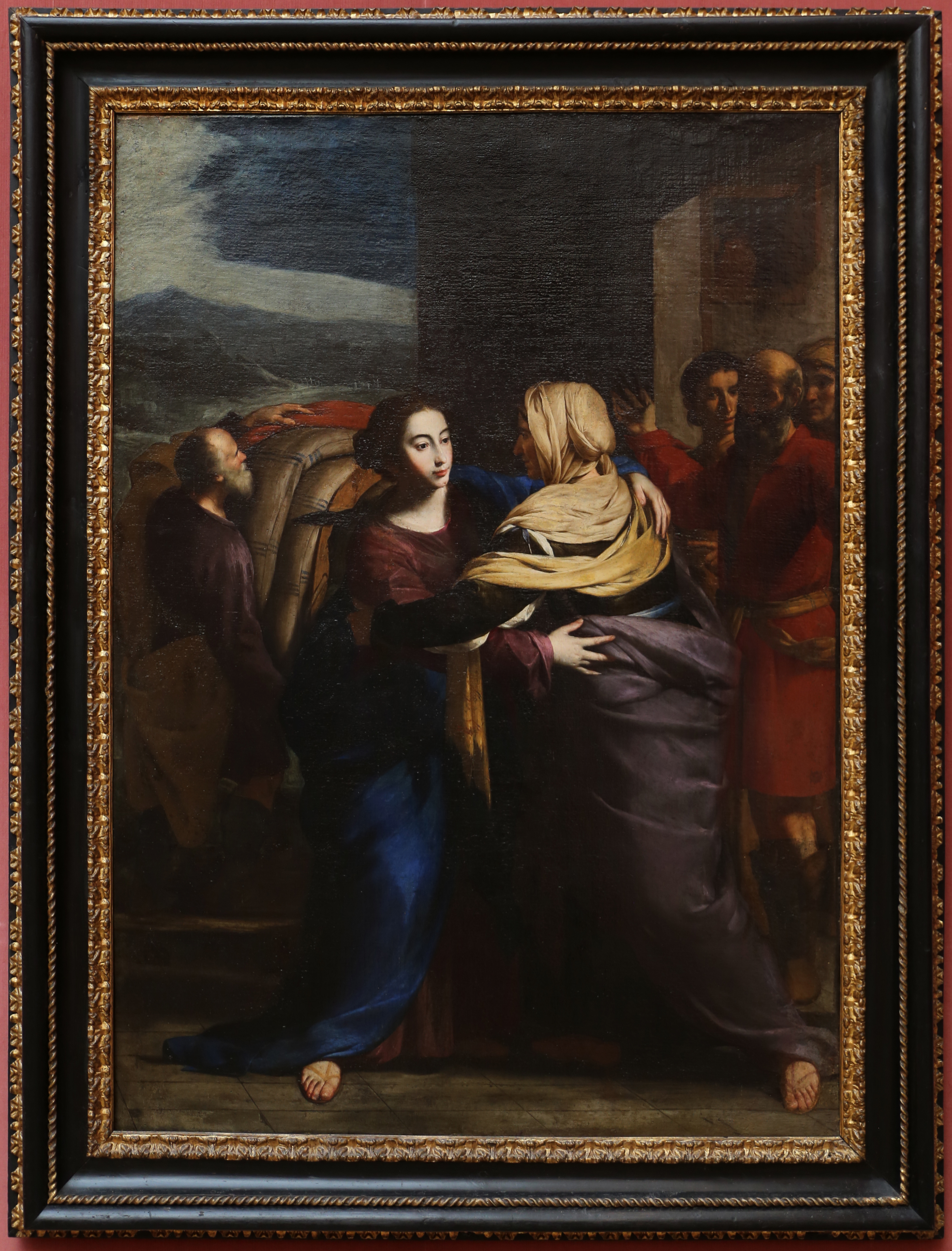
Visitation von Maria und Elisabeth, um 1640–45, Gemäldegalerie, Berlin

Von 1637 bis 1640 malte er den fünfzehnteiligen Zyklus über die hl. Agatha für die Decke der Gemeindekirche von Sant’Agata di Solofra (heute: Sant’Agata Irpina); diese Bilder wurden später mehrfach übermalt und sind so schlecht erhalten, dass sich die Fachwelt teilweise nicht einig ist, welche von Guarinis eigener Hand stammen und welche von der Werkstatt. In den folgenden Jahren entstanden viele weitere Bilder für Kirchen in Solofra und Umgebung.
1641 erhielt Francesco Guarini die niederen Weihen zum Priester.
Für die Congrega dei Bianchi  schuf er 1642 eine Maria Immacolata in der Gemeindekirche (Collegiata) von Solofra.
Mittlerweile begann sich sein Ruf als hervorragender Maler auch außerhalb seiner heimatlichen Gefilde zu verbreiten und so arbeitete er 1642–43 auch an zwei Altarbildern für die Kirche Santi Antonio Abate e Leonardo Levita in Campobasso (Molise). Das einzige Werk Guarinis, das anscheinend von vornherein fürs Ausland gedacht war, ist eine riesige Darstellung der 7 Erzengel der Apokalypse (241 × 400 cm) für das Kloster der Descalzas reales in Madrid, die jedoch nur schlecht erhalten ist.
Ab 1641 wirkte er beinahe exklusiv für die Familie Orsini aus Gravina, namentlich für Ferrante Orsini, den Vater des späteren Papstes Benedikt XIII. Zu seinen ersten Werken für die Orsini zählen die zwei Bilder Isaak segnet Jacob und Esau verkauft das Erstgeburtsrecht an Jacob (ca. 1642), die sich heute in der Schönbornschen Gemäldesammlung in Schloss Pommersfelden befinden.
Daneben schuf Guarini weiterhin Gemälde für Kirchen in seiner Heimatstadt und in anderen Regionen Kampaniens. Zu den wenigen datierten Werken aus seinen letzten Lebensjahren gehören zwei Rosenkranzmadonnen von 1644 (heute: Collezione Di Donato in Solofra) und von 1645 im Santuario di Santa Maria Mater Domini in Nocera Superiore. Etwa aus derselben Zeit stammt auch eine Darstellung der Visitation von Maria und Elisabeth, die sich heute in der Berliner Gemäldegalerie befindet.
1649 zog Guarini nach Gravina in Apulien, wo die Orsini ihren Adelssitz hatten. Ein Spätwerk und heute sein wohl bekanntestes Gemälde ist die Hl. Caecilia am Cembalo mit sechs Engeln im Museo Capodimonte in Neapel, bei dem es sich nach der Tradition um ein allegorisches Porträt der Herzogin Giovanna Frangipane, der Frau von Ferrante Orsini, handelt. Als sein letztes Werk und Meisterwerk gilt die sogenannte Madonna del Suffragio (Fürbitten-Madonna) in der Chiesa del Purgatorio in Gravina.
Ebenda starb der Künstler mit 40 Jahren am 23. November 1651.
Angelo Solimena, der Vater des berühmten Francesco Solimena, war ein Schüler von Guarini.

## Werke (Auswahl)

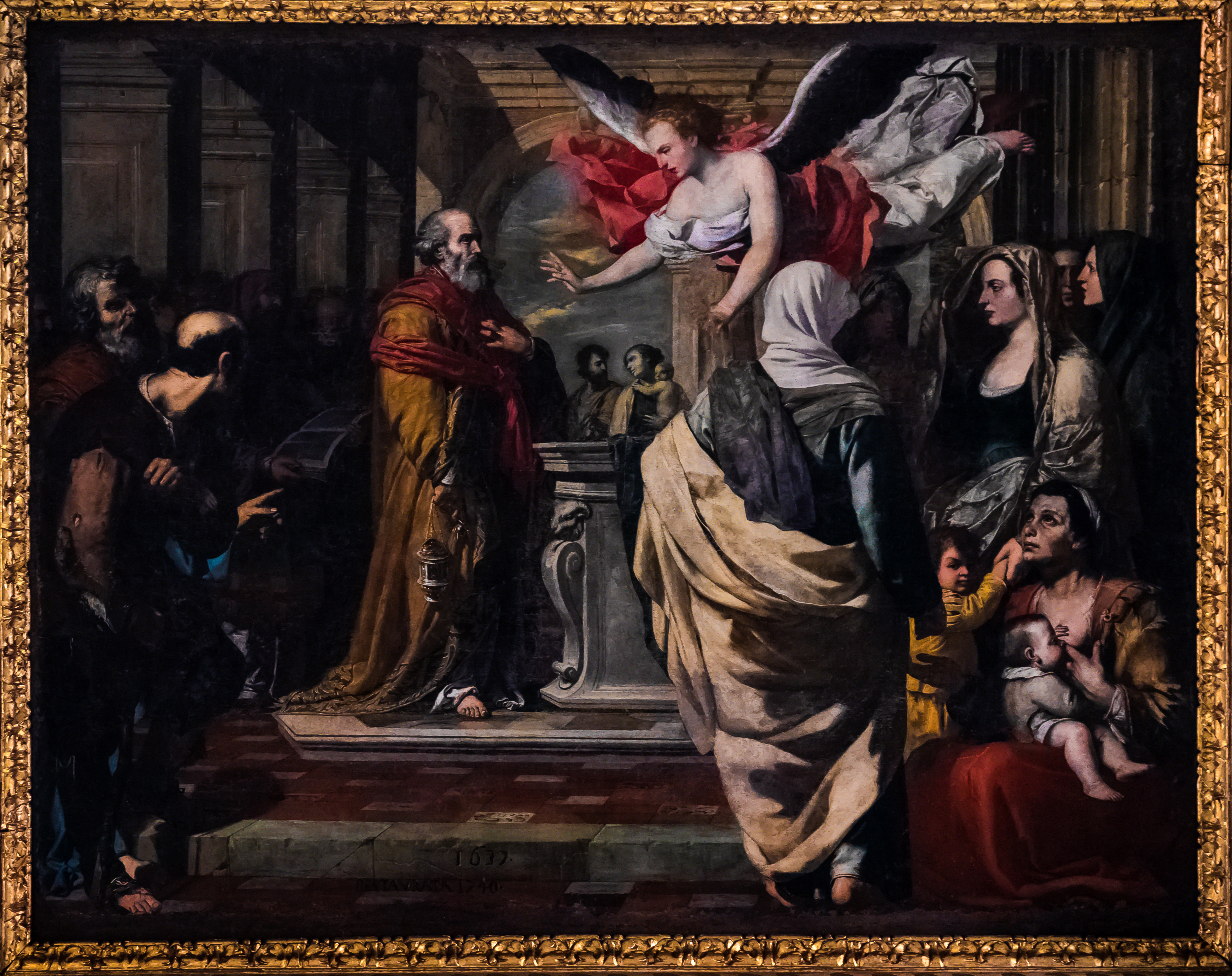
Verkündigung an Zacharias (Werkstatt ?), 1637, Collegiata San Michele Arcangelo, Solofra

- Rosenkranzmadonna, um 1636, Gemeindekirche in Sant’Andrea di Solofra (eigenhändig oder Gemeinschaftsarbeit der Werkstatt?)
- Hl. Barbara, um 1635, Privatsammlung (USA)
- Hl. Katharina von Alessandria, um 1635, Privatsammlung (USA)
- Hl. Theresa, um 1635, Privatsammlung
- Hl. Agatha, um 1635, Puschkinmuseum, Moskau
- Judith, um 1635, Museo diocesano, Salerno
- Hl. Familie mit Mönchen der Karmeliten, datiert 1637, Kunsthaus, Zürich
- 21 Deckenbilder (Verkündigung sowie Engelsdarstellungen nach dem Neuen Testament und der Apokalypse), 1636–42, Collegiata di Solofra (1980 durch Erdbeben ruiniert, aber später restauriert)
- 15 Deckenbilder über das Leben der hl. Agatha, 1637–40, Gemeindekirche von Sant’Agata di Solofra (Sant’Agata Irpina) (übermalt und schlecht erhalten)
- Maria Immacolata, datiert 1642, Collegiata di Solofra
- 2 Altarbilder: Der hl. Antonius Abbas und der Kentaur, sowie Der hl. Benedikt exorziert einen besessenen Mönch, datiert 1642 und 1643, in der Kirche Santi Antonio Abate e Leonardo Levita, Campobasso (Molise)
- Die 7 Erzengel der Apokalypse (241 × 400 cm), Monastero de las Descalzas reales, Madrid (schlecht erhalten)
- Doppelporträt Begegnung von Giovan Leonardo und Giovan Vittorio Maffei vor den Toren von Solofra, um 1643–45, einst in der Collezione Maffei di Solofra
- Tod des hl. Joseph, um 1642–45, Chiesa del Corpo di Cristo, San Sossio di Serino
- Tod des hl. Joseph, um 1642–45, Collegiata di Solofra
- fünf kleine oktagonale Bilder auf Kupfer: Verneinung des hl. Petrus, Hirt mit Cornamuse (?), Madonna mit Kind, Der hl. Hieronymus und Tod des hl. Alessio, um 1643–45, (ehemals in der Certosa di San Martino) Museo Nazionale di Capodimonte, Neapel
- Rosenkranzmadonna, datiert 1644, Collezione Di Donato, Solofra
- Rosenkranzmadonna mit Heiligen, datiert 1645, Santuario di Santa Maria Mater Domini, Nocera Superiore
- Mystische Hochzeit der hl. Katharina, um 1645, einst in der Sammlung Messinger
- Madonna mit Kind und den Hl. Anna und Joachim, um 1645, SS. Apostoli, Solofra
- Visitation von Maria und Elisabeth, um 1645, Gemäldegalerie, Berlin
- Geburt der Jungfrau, Privatsammlung
- Madonna di Portosalvo, um 1645, San Rocco, Solofra
- Madonna delle Grazie, um 1645, Collegiata di Solofra
- Hl. Agnes, Privatsammlung
- Hl. Christina, Musée de Picardie, Amiens (andere Version in der Pinacoteca civica, Pesaro)
- Hl. Georg, ca. 1650, Sammlung der Banco di Napoli
- 2 Bilder: Isaak segnet Jacob und Esau verkauft das Erstgeburtsrecht an Jacob, um 1642, Schönbornsche Kunstsammlungen, Schloss Pommersfelden
- 2 Bilder: Joseph deutet des Traum des Pharao und Disputa der hl. Katharina von Alexandrien mit den Philosophen, um 1642, Palazzo Savelli-Orsini, Rom
- Hl. Caecilia am Cembalo, ca. 1640–45, Privatsammlung
- 2 Bilder: Die hl. Lucia und die hl. Agnese, ca. 1640–45, Sammlung der Cassa di Risparmio, Cosenza
- Opfer des Isaak, ca. 1650, Museo provinciale, Salerno (2. Version in  Privatsammlung)
- Traum des Jacob, ca. 1645–50, Accademia di San Luca, Roma
- Rosenkranzmadonna, datiert 1644 und 1649 (!), San Domenico, Solofra
- Hl. Caecilia am Cembalo mit sechs Engeln, Museo Nazionale di Capodimonte, Neapel,
- Madonna del Suffragio, Chiesa del Purgatorio, Gravina (Apulien)

## Einzelanmerkungen
1. 1 2  Siehe: Francesco Guarini volgarmente detto Ciccio Guarino, online auf Solofrastorica.it (italienisch; Abruf am 5. November 2021)
2. ↑  Laut Taufeintrag im Archivio parrocchiale der Kirche S. Andrea in Solofra. Siehe: La famiglia di Francesco Guarini, online auf Solofrastorica.it (italienisch; Abruf am 5. November 2021)
3. 1 2 3 4 5 6 7 8 9 10 11 12 13 14 15 16 17 18 19 20 21  Silvia Sbardella: Guarino (Guarini), Francesco, in: Dizionario Biografico degli Italiani, Volume 60, 2003, online auf Treccani (italienisch; Abruf am 30. Oktober 2021)
4. ↑  Merkwürdigerweise gibt Lattuada im englischen Artikel im Grove (von 2003) den 13. Juli 1654 als Sterbedatum an, aber in seinem Buch über Guarini schreibt er bereits im Titel 1651. Riccardo Lattuada: Guarino [Guarini], Francesco, in: Oxford Art online (englisch; vollständiger Abruf nur mit Abonnement). Siehe auch: Riccardo Lattuada: Francesco Guarino da Solofra nella pittura napoletana del Seicento (1611-1651), Paparo edizioni, Neapel, 2000 (2. Edition: 2013, in Italienisch und Englisch).
5. ↑  Annamaria Parlato: Il raffinato naturalismo di Guarini, l’artista nato a Solofra e morto a Gravina, Artikel mit Bildern in: irno24, 22. März 2020 (italienisch; Abruf am 5. November 2021)
6. ↑  Fiorella Sricchia Santoro: Solimena, Francesco, in: Dizionario Biografico degli Italiani, Volume 93 (2018) (italienisch)
7. ↑  Guarini (Guarino), Francesco. In: Ulrich Thieme, Fred. C. Willis (Hrsg.): Allgemeines Lexikon der Bildenden Künstler von der Antike bis zur Gegenwart. Begründet von Ulrich Thieme und Felix Becker. Band 15: Gresse–Hanselmann. E. A. Seemann, Leipzig 1922, S. 173 (Textarchiv – Internet Archive).

| Personendaten    | Personendaten                         |
| ---------------- | ------------------------------------- |
| NAME             | Guarini, Francesco                    |
| ALTERNATIVNAMEN  | Guarino, Francesco                    |
| KURZBESCHREIBUNG | süditalienischer Maler des Frühbarock |
| GEBURTSDATUM     | 19. Januar 1611                       |
| GEBURTSORT       | Solofra (bei Avellino)                |
| STERBEDATUM      | 23. November 1651                     |
| STERBEORT        | Gravina (Apulien)                     |